# Chrysichthys polli
Chrysichthys polli es una especie de pez de la familia Claroteidae en el orden de los Siluriformes.

## Morfología
• Los machos pueden llegar alcanzar los 11,2 cm de
longitud total.

## Distribución geográfica
Se encuentran en África: cuenca del río Congo.